# David G. Compton
David Guy Compton (als Autor meist D. G. Compton; geboren am 19. August 1930 in London; † 10. November 2023 in Maine) war ein britischer Science-Fiction-Schriftsteller, der auch Krimis als Guy Compton veröffentlichte und für Horror-Romane das Pseudonym Frances Lynch verwendete.

## Leben
Compton, der aus einer Schauspielerfamilie stammt, arbeitete als Elektriker, Postbote und Tischler. Ab 1969 war er als Herausgeber von condensed books für Reader’s Digest tätig. Er hatte zunächst mit Hörspielen und Kriminalromanen erste bescheidene Erfolge, ehe er sich der Science-Fiction zuwandte. Seit 1981 lebte er in den USA. Aufgrund des mangelnden Erfolges erklärte er zeitweise seinen Rückzug von der Literatur; einige seiner jüngeren Werke fanden in den USA keinen Verleger mehr und erschienen als deutsche Originalausgaben. 1991 veröffentlichte er mit Ragnarok einen gemeinsam mit John Gribbin verfassten Roman.
Meistens sind seine Romane in der nahen Zukunft angesiedelt und behandeln gesellschaftliche Konflikte in phantastisch verfremdeter Form:
- In Angst im Nacken beispielsweise soll das Problem der Überbevölkerung durch eine künstliche Seuche gelöst werden, der alle Menschen mit negativem Rhesusfaktor zum Opfer fallen.
- In Der gekaufte Tod werden die – angeblich – letzten Tage einer Frau mittels einer ihrem Begleiter implantierten Kamera ins Fernsehen übertragen, um die Einschaltquoten zu erhöhen.
- In Mers hat eine Infektion dazu geführt, dass seit vierzig Jahren nur noch Mädchen und keine Jungen mehr geboren werden; als eine Forscherin der Lösung des Problems nahekommt, wird sie behindert und unter Druck gesetzt, weil das neue – weibliche – Establishment keine Änderung des Status quo wünscht.

Der 1974 erstmals veröffentlichte Roman The Continuous Katherine Mortenhoe (deutsche Erstausgabe als Schlaflose Augen) diente als Vorlage für den Science-Fiction-Krimi Death Watch – Der gekaufte Tod aus dem Jahre 1980 mit Romy Schneider und Harvey Keitel in den Hauptrollen unter der Regie von Bertrand Tavernier.

## Auszeichnungen
- 2007 SFWA Award in der Kategorie „Author Emeritus“

## Bibliografie
Katherine Mortenhoe (Romanserie)
- 1 The Continuous Katherine Mortenhoe (1974; auch: The Unsleeping Eye; auch: Death Watch, 1981)
  - Deutsch: Schlaflose Augen. Übersetzt von Thomas Schlück. Goldmann Science Fiction der Chef-Auswahl, 1975, ISBN 3-442-30306-0. Auch als: Der gekaufte Tod. Übersetzt von Thomas Schlück. Goldmann Science Fiction #23369, 1980, ISBN 3-442-23369-0. Auch als: Tod live. Übersetzt von Thomas Schlück. Heyne SF&F #8002, 1997, ISBN 3-453-11919-3.
- 2 Windows (1979)
  - Deutsch: Mit meinem Auge. Übersetzt von Inge Pesch-von der Ley. Bastei-Verlag Lübbe (Bastei Lübbe #24024), Bergisch Gladbach 1981, ISBN 3-404-24024-3.

Alec Duncan (Romanserie)
- 1 Justice City (1994)
- 2 Back of Town Blues (1996)

Romane
- Too Many Murderers (1962; als Guy Compton)
- Dead On Cue (1964; als Guy Compton)
- Disguise for a Dead Gentleman (1964; als Guy Compton)
- High Tide for Hanging (1965; als Guy Compton)
- The Quality of Mercy (1965)
  - Deutsch: Angst im Nacken. Übersetzt von M. F. Arnemann. Scherz-Action-Krimi #36, Bern und München 1968, DNB 456289062.
- And Murder Came Too (1966; als Guy Compton)
- Farewell, Earth’s Bliss (1966)
  - Deutsch: Lebwohl, gute Erde. Übersetzt von Hans Maeter. Heyne-Bücher #3513, München 1976, ISBN 3-453-30379-2.
- The Silent Multitude (1966)
  - Deutsch: Zerfall. Übersetzt von Rosemarie Jeschke. Heyne Science Fiction #3561, 1977, ISBN 3-453-30455-1.
- Synthajoy (1968)
  - Deutsch: Synthetische Freuden. Übersetzt von Walter Brumm. Heyne SF&F #4184, 1985, ISBN 3-453-31163-9.
- The Palace (1969)
- The Electric Crocodile (1970; auch: The Steel Crocodile)
  - Deutsch: Das elektrische Krokodil. Übersetzt von Walter Brumm. Heyne SF&F #3347, 1973.
- Chronocules (1970; auch: Hot Wireless Sets, Aspirin Tablets, the Sandpaper Sides of Used Matchboxes, and Something That Might Have Been Castor Oil, 1971; auch: Chronicules, 1976)
  - Deutsch: Die Zeit-Moleküle. Übersetzt von Bodo Baumann. Bastei Lübbe Science Fiction Taschenbuch #21038, 1973, ISBN 3-404-09903-6.
- The Missionaries (1972)
- Twice Ten Thousand Miles (1974; als Frances Lynch)
- The Fine and Handsome Captain (1975; als Frances Lynch)
- Stranger at the Wedding (1976; als Frances Lynch)
- A Usual Lunacy (1978)
  - Deutsch: Die übliche Verrücktheit. Übersetzt von Walter Brumm. Heyne SF&F #3886, 1982, ISBN 3-453-30809-3.
- A Dangerous Magic (1978; als Frances Lynch)
- Ascendancies (1980)
  - Deutsch: Narrenwelt. Übersetzt von Barbara Heidkamp. Bastei Lübbe Science Fiction Special #24033, 1982, ISBN 3-404-24033-2.
- The Unsleeping Eye (1980)
- Deathwatch (1981)
- Scudder’s Game (1984)
  - Deutsch: Scudders Spiel. Übersetzt von Walter Brumm. Heyne SF&F #4128, 1984, ISBN 3-453-31098-5.
- Ragnarok (1991; mit John Gribbin)
  - Deutsch: Ragnarök. Übersetzt von Biggy Winter. Heyne SF&F #6328, 1999, ISBN 3-453-15667-6.
- Nomansland (1993)
  - Deutsch: MERS. Übersetzt von Alfons Winkelmann. Heyne SF&F #5984, 1999, ISBN 3-453-14884-3.
- The Masters of Talojz (1997)
  - Deutsch: Die Herren von Talojz. Übersetzt von Frank Borsch. Heyne SF&F #5656, München 1997, ISBN 3-453-11920-7.

Sammlungen
- Radio Plays (1988)
- D.G. Compton SF Gateway Omnibus (2014, Sammelausgabe)
- Silent Multitude / Synthajoy / Steel Crocodile (2014, Sammelausgabe)

Kurzgeschichten
1965:
- Sarah (1965, in: James Turner (Hrsg.): The Fourth Ghost Book)

1967:
- It’s Smart to Have an English Address (in: SF Impulse, February 1967)
  - Deutsch: Gefühle auf Band. Übersetzt von Leni Sobez. In: Science-Fiction-Stories 35. Ullstein 2000 #65 (3037), 1974, ISBN 3-548-03037-8. Auch als: Die feine englische Art. Übersetzt von Margret Krätzig. In: James E. Gunn (Hrsg.): Von Ballard bis Stableford. Heyne (Bibliothek der Science Fiction Literatur #101), 2001, ISBN 3-453-17953-6.
- The Eternal Amateur (1967, in: James Turner (Hrsg.): The Unlikely Ghosts)

1980:
- Bender, Fenugreek, Slatterman and Mupp (1980, in: Ursula K. Le Guin und Virginia Kidd (Hrsg.): Interfaces)
  - Deutsch: Bender, Fenugreek, Slatterman und Mupp. Übersetzt von Birgit Reß-Bohusch. In: Ursula K. Le Guin und Virginia Kidd (Hrsg.): Grenzflächen. Heyne SF&F #4175, 1985, ISBN 3-453-31140-X.

1988:
- Time Exposure (1988, in: David G. Compton: Radio Plays)
- A Turning Off the Minch Park Road (1988, in: David G. Compton: Radio Plays)

2001:
- In Which Avu Giddy Tries to Stop Dancing (2001, in: Patrick Nielsen Hayden (Hrsg.): Starlight 3)